# فهرست وابسته‌های دیپلماتیک روسیه
فهرست سفارت‌ها و کنسولگری‌های روسیه در سایر کشورها از ابتدا تا کنون

## اروپا
- آلبانی
  - تیرانا (سفارت)
- اتریش
  - وین (سفارت)
- بلاروس
  - مینسک (سفارت)
- بلژیک
  - بروکسل (سفارت)
- بوسنی و هرزگوین
  - سارایوو (سفارت)
- بلغارستان
  - صوفیه (سفارت)
- کرواسی
  - زاگرب (سفارت)
- جمهوری چک
  - پراگ (سفارت)
- دانمارک
  - کپنهاگ (سفارت)
- فنلاند
  - هلسینکی (سفارت)
- فرانسه
  - پاریس (سفارت)
- آلمان
  - برلین (سفارت)
  - فرانکفورت آم ماین (کنسولگری)
  - هامبورگ (کنسولگری)
  - مونیخ (کنسولگری)
- یونان
  - آتن (سفارت)
- سریر مقدس
  - رم (سفارت)
- مجارستان
  - بوداپست (سفارت)
- جمهوری ایرلند
  - دوبلین (سفارت)
- ایتالیا
  - رم (سفارت)
  - میلان (کنسولگری)
- مقدونیه شمالی
  - اسکوپیه (سفارت)
- هلند
  - لاهه (سفارت)
- نروژ
  - اسلو (سفارت)
- لهستان
  - ورشو (سفارت)
- پرتغال
  - لیسبون (سفارت)
- رومانی
  - بخارست (سفارت)
  - آستراخان (کنسولگری)
  - قازان (کنسولگری)
- صربستان
  - بلگراد (سفارت)
- اسپانیا
  - مادرید (سفارت)
- سوئد
  - استکهلم
- سوئیس
  - برن (سفارت)
  - ژنو (کنسولگری)
- اوکراین
  - کی‌یف (سفارت)
- بریتانیا
  - لندن (سفارت)

## آمریکا شمالی
- کانادا
  - اتاوا
- کوبا
  - هاوانا (سفارت)
- مکزیک
  - مکزیکو سیتی (سفارت)
- نیکاراگوئه
  - ماناگوآ (سفارت)

## آمریکا جنوبی
- آرژانتین
  - بوئنوس آیرس (سفارت)
- بولیوی
  - لاپاز (سفارت)
- برزیل
  - برازیلیا (سفارت)
- کلمبیا
  - بوگوتا (سفارت)
- اکوادور
  - کوئیتو (سفارت)
- اروگوئه
  - مونته‌ویدئو (سفارت)
- ونزوئلا
  - کاراکاس (سفارت)

## آفریقا
- الجزایر
  - الجزیره (سفارت)
- جمهوری دموکراتیک کنگو
  - کینشاسا (سفارت)
- ساحل عاج
  - آبیجان (سفارت)
- اتیوپی
  - آدیس آبابا (سفارت)
- غنا
  - آکرا (سفارت)
- گینه
  - کوناکری (سفارت)
- کنیا
  - نایروبی (سفارت)
- لیبی
  - طرابلس (لیبی) (سفارت)
- ماداگاسکار
  - آنتاناناریوو (سفارت)
- مالی
  - باماکو (سفارت)
- نیجر
  - نیامی (سفارت)
- نیجریه
  - آبوجا (سفارت)
- سنگال
  - داکار (سفارت)
- آفریقای جنوبی
  - پرتوریا (سفارت)
- سودان
  - خارطوم (سفارت)
- تانزانیا
  - دارالسلام (تانزانیا) (سفارت)
- تونس
  - تونس (سفارت)
- اوگاندا
  - کامپالا (سفارت)
- زیمبابوه
  - هراره (سفارت)

## آسیا
- - کابل (سفارت)
  - بامیان (کنسولگری)
  - هرات (کنسولگری)
  - جلال‌آباد (افغانستان) (کنسولگری)
  - مزار شریف (کنسولگری)
- بنگلادش
  - داکا (سفارت)
- برونئی
  - بندر سری بگاوان (سفارت)
- میانمار
  - یانگون (سفارت)
- کامبوج
  - پنوم پن (سفارت)
- چین
  - پکن (سفارت)
  - شانگهای (کنسولگری)
- هند
  - دهلی نو (سفارت)
  - حیدرآباد (هند) (کنسولگری)
  - بمبئی (کنسولگری)
- اندونزی
  - جاکارتا (سفارت)
- ژاپن
  - توکیو (سفارت)
- قزاقستان
  - آلماآتی (سفارت)
- کره شمالی
  - پیونگ‌یانگ (سفارت)
- کره جنوبی
  - سئول (سفارت)
- قرقیزستان
  - بیشکک (سفارت)
- مالزی
  - کوالالامپور (سفارت)
- پاکستان
  - اسلام‌آباد (سفارت)
  - کراچی (کنسولگری)
  - لاهور (کنسولگری)
  - پیشاور (کنسولگری)
  - کویته (کنسولگری)
- فیلیپین
  - مانیل (سفارت)
- سری‌لانکا
  - کلمبو (سفارت)
- تاجیکستان
  - دوشنبه (تاجیکستان) (سفارت)
- تایلند
  - بانکوک (سفارت)
- ترکمنستان
  - عشق‌آباد (سفارت)
  - Mary (کنسولگری)
- ازبکستان
  - تاشکند (سفارت)
- ویتنام
  - هانوی (سفارت)

### خاورمیانه
- ارمنستان
  - ایروان (سفارت)
- جمهوری آذربایجان
  - باکو (سفارت)
  - Nakhchivan (کنسولگری)
- بحرین
  - منامه (سفارت)
- قبرس
  - نیکوزیا (سفارت)
- گرجستان
  - تفلیس (سفارت)
  - باتومی (کنسولگری)
- عراق
  - بغداد (سفارت)
  - بصره (کنسولگری)
  - اربیل (کنسولگری)
  - کربلا (کنسولگری)
- اردن
  - امان (سفارت)
- کویت
  - کویت (سفارت)
- لبنان
  - بیروت (سفارت)
- عمان
  - مسقط (سفارت)
- قطر
  - دوحه (سفارت)
- عربستان سعودی
  - ریاض (سفارت)
  - جده (کنسولگری)
- سوریه
  - دمشق (سفارت)
- ترکیه
  - آنکارا (سفارت)
  - ارزروم (کنسولگری)
  - استانبول (کنسولگری)
  - ترابزون (کنسولگری)
- امارات متحده عربی
  - ابوظبی (سفارت)
  - دبی (کنسولگری)
- یمن
  - صنعا (سفارت)

## اقیانوسیه
- استرالیا
  - کانبرا (سفارت)
- نیوزیلند
  - ولینگتون (سفارت)

## نمایندگی در سازمان‌ها
- - بروکسل (permanent representation to the اتحادیه اروپا)
  - ژنو (Permanent Mission to the سازمان ملل متحد Office)
  - نیویورک سیتی (Permanent Mission to the سازمان ملل متحد Office)
  - وین (Permanent Mission to the سازمان ملل متحد Office)